# Ricardo Rodolfo Maduro Joest
Ricardo Rodolfo Maduro Joest (nascut en Panamà el 20 d'abril de 1946) és un polític i empresari hondureny que va ser President de la República entre 2002 i 2006.

## Biografia
Fill de pare panameny i mare hondurenya, aquesta al seu torn nascuda a Guatemala, Ricardo Madur es va graduar per la Lawrenceville School i després per la Universitat Stanford. Del seu primer matrimoni, amb Miriam Andréu, va tenir tres fills, un dels quals va ser segrestat el 23 d'abril de 1997 i oposat mort l'endemà passat.
Després de la mort del seu fill, va decidir sortir candidat a la presidència, tenint com a divisa la lluita contra la criminalitat. Va ser triat el 2001, assumint el 27 de gener de 2002. L'octubre de 2002 va contreure matrimoni amb Aguas Santas Ocaña Navarro.
Encara durant el seu període presidencial, Madur i la seva filla van sofrir un accident d'avió, l'1 de maig de 2005. Malgrat la gravetat de l'accident, ambdós es van recuperar.
En les eleccions de 27 de novembre de 2005 el candidat del seu partit Porfirio "Pepe" Lobo, va perdre aquests comicis enfront de Manuel Zelaya del Partit Liberal d'Hondures, que el va substituir en el càrrec presidencial el 27 de gener de 2006.